# Burtonport
Burtonport (en irlandais : Ailt an Chorráin or Ailt a' Chorráin) est un village de pêcheurs gaeltacht à environ 7 km au nord-ouest de Dungloe dans la région de The Rosses (en) du comté de Donegal, en Irlande.

## Histoire
Une plaque commémore l'atterrissage[pas clair] sur l'île voisine d'Inishmacadurn (ou île Rutland) d'une force militaire française dirigée par James Napper Tandy dans une tentative d'aide aux rebelles lors de la rébellion irlandaise de 1798 le 16 septembre 1798.

## Transport
En tant que port continentale pour le service de traversier vers l'île d'Arranmore, Burtonport reçoit beaucoup de trafic lié au tourisme.
Burtonport a eu un service de chemin de fer entre 1903 et 1940 en provenance de Letterkenny fourni par le Letterkenny & Burtonport Extension Railway (L & BER), une compagnie possédée conjointement par l'État et le Londonderry and Lough Swilly Railway (en). La gare de Burtonport a fonctionné du 9 mars 1903 au 3 juin 1940.